# Philadelphia Crime Family
Die Bruno-Familie (Philadelphia Crime Family), auch bekannt als Philly Mob oder Philadelphia-South Jersey Mafia,
ist eine italo-amerikanische Mafiafamilie der US-amerikanischen Cosa Nostra mit Hauptsitz in Philadelphia und Nebenstandorten in Süd-Ost-Pennsylvania, Delaware, Maryland und New Jersey.

## Geschichte

### Die Anfänge
Im frühen 20. Jahrhundert bildeten sich in Süd-Philadelphia unter italienischen Einwanderern und Italo-Amerikanern Straßengangs, aus denen später im Großen und Ganzen die Philadelphia Crime Family entstand. Der aus Castellammare del Golfo (Sizilien) emigrierte Salvatore Sabella war ab dem Jahr 1911 der wohl erste offizielle Boss dieser Organisation; sie beschäftigte sich mit Schwarzhandel, Erpressung, Kreditwucherei und illegalem Glücksspiel. Sabella zog sich im Jahr 1931 im Alter von 40 Jahren zurück.

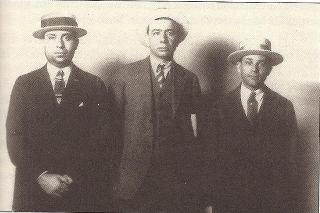
Joseph Ida, John Avena & Luigi Quaranta (30. Mai 1927)

Nach Sabellas Rücktritt stellte sich Underboss John „Nazzone“ Avena an die Spitze der Organisation. Unter Avenas Führung bildete die Familie eine Allianz mit dem jüdischen Verbrechersyndikat namens 69th Street Mob. Neben illegalem Glücksspiel soll Avena auch in Drogenhandel und Erpressung aktiv gewesen sein. Während der 1930er Jahre kam es zu einem dauerhaften Konflikt mit Giuseppe „Joe Bruno“ Dovi, der versuchte, die Kontrolle zu erlangen. Im Sommer des Jahres 1936 wurde Avena von seinen eigenen Männern bei einem Drive-by-Shooting ermordet und Giuseppe Dovi wurde der neue Boss.
Dovi hatte gute Verbindungen zum Chicago Outfit und den Fünf Familien New York Citys und erweiterte sein Operationsfeld nach Atlantic City, Süd-Philadelphia und Teilen von Süd-Jersey. Betäubungsmitteldelikte, illegales Glücksspiel, Kreditwucherei und Erpressung gehörten zu seinen Aktivitäten. Am 22. Oktober 1946 starb Dovi in einem Krankenhaus in New York City eines natürlichen Todes und Giuseppe „Joseph“ Ida wurde von der sogenannten Mafia-Kommission zum neuen Oberhaupt ernannt.

### Joseph Ida und der Einfluss von Genovese
Ida und seine Organisation wurden stark von den Bossen der Fünf Familien beeinflusst; vor allem die Luciano-Familie strebte danach, Einfluss auf Aktivitäten anderer Familien zu üben. Als die Philadelphia-Familie immer mehr Macht in Atlantic City und Süd-Jersey gewannen, wurde sie bereits als eine größere Fraktion der Luciano-Familie, unter dem Einfluss von Underboss Vito Genovese angesehen.
Ida und sein Underboss Dominick „Big Dom“ Oliveto gehörten zu den rund 100 Mafia-Mitgliedern, die 1957 an dem legendären Apalachin-Meeting teilnahmen; eine Zusammenkunft von fast allen Bossen der amerikanischen Cosa Nostra im November 1957, welche in der Gemeinde Apalachin im Bundesstaat New York stattfand und zu einem Polizeieinsatz führte. Insgesamt wurden 62 Personen kurzzeitig von der örtlichen Polizei festgenommen und identifiziert; darunter auch Ida und Oliveto. Oliveto zog sich zurück und kurz darauf wurde Ida wegen Drogenhandels angeklagt und floh 1958 nach Italien.
Während seiner Abwesenheit wurde Olivetos Nachfolger Antonio „Mr. Miggs“ Pollina zum amtierenden Boss ernannt; wurde 1959 jedoch von der Kommission abgesetzt und Angelo „The Gentle Don“ Bruno zum neuen Oberhaupt der Familie ernannt, womit Idas Amtszeit offiziell endete.

### „The Gentle Don“ Bruno
Die Familie in Philadelphia war stets berüchtigt für ihre Gewalt. Unter Angelo Brunos Amtszeit (1959–1980) hingegen, genoss die Familie eine lange Zeit des Friedens und des Wohlstands.
Während dieser Zeit wurde die Familie durch die Medien auch als Bruno-Familie bekannt.
Mehrere Untergruppen der Familie begannen, sich später gegen den alternden Bruno aufzulehnen, was schließlich im Jahr 1980 zu Brunos Ermordung führte. Man nimmt an, dass der Mord von Brunos Consigliere, Antonio „Tony Bananas“ Caponigro ausgeführt wurde. Nur wenige Wochen später wurde Caponigros Leiche in einem Leichensack im Kofferraum eines Autos in New York gefunden. Berichten zufolge hat die Kommission Caponigros Tod angeordnet, da er Bruno ohne ihre Genehmigung ermorden ließ. Auch andere Mitglieder der Bruno-Familie, die an Brunos Mord beteiligt gewesen waren, wurden gefoltert und ermordet. Brunos Tod löste dann allmählich einen Rückgang der Macht der Familie aus.

### Casellas Intrige

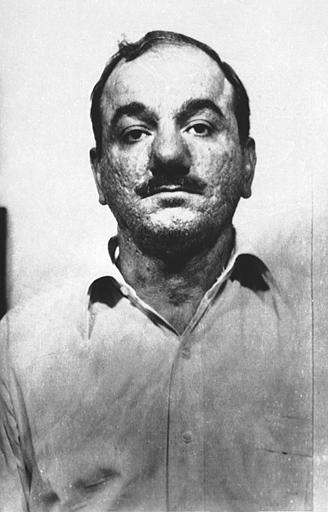
Philip Testa (1956)

Brunos Underboss namens Philip Testa wurde der logische Nachfolger Brunos. Testas Amtszeit dauerte knapp ein Jahr, bevor er am 15. März 1981 von einer Nagelbombe getötet wurde. Testas Mord wurde von seinem Underboss Peter Casella und einem Capo namens Frank „Chickie“ Narducci, Sr. in einem Versuch arrangiert, die Kontrolle über die Familie zu erlangen.
Casella berief ein Treffen mit Testas Consigliere Nicodemo „Little Nicky“ Scarfo ein und erklärte ihm, dass er bei einem Treffen mit „Big Paul“ Castellano von der Gambino-Familie und „Fat Tony“ Salerno von der Genovese-Familie zum neuen Boss gemacht wurde und Narducci der neue Underboss sein sollte. Scarfo wurde misstrauisch und richtete ein Treffen mit den beiden New Yorker Bossen ein, bei dem sich herausstellte, dass Casella gelogen hatte. Scarfo erreichte einen Kompromiss, indem er den New Yorker Familien Anteile von seinen Geschäften Atlantic City gab, während er einen bedeutenden Teil für sich behielt. Mit der Unterstützung der Kommission wurde Scarfo zum neuen Chef der Familie ernannt.

### Scarfos eiserne Herrschaft
Casella wurde nach Florida versetzt, wo er mit seiner Tochter lebte, aber nie für den Mord an Testa vor Gericht gestellt wurde und im Jahr 1984 eines natürlichen Todes starb. Frank Narducci, Sr. wurde im Jahr 1982 von Philip Testas Sohn namens Salvatore „Salvie“ Testa ermordet, der ein paar Monate nach dem Tod seines Vaters von Scarfo zum Capo ernannt und am 14. September 1984 von seinem engen Freund Joseph „Joey“ Pungitore im Auftrag von Scarfo ermordet wurde. Die letzte Person, die in Scarfo's Weg stand, war stark respektiert, Langzeit-Mafioso Harry Riccobene. Riccobene glaubte, dass Scarfo ein unfähiger, gieriger Boss war und er weigerte sich, Scarfo Tribut zu zollen. Die Scarfo-Fraktion tötete im darauffolgenden Konflikt drei von Riccobenes Männern. Die Riccobene-Fraktion ermordete Scarfos Consigliere namens Frank Monte, während Riccobene selbst zwei Attentate auf sein Leben überlebte. Der Krieg endete im Jahr 1984, als Riccobene verhaftet wurde und eine lebenslange Haftstrafe für den Mord an Monte erhielt.

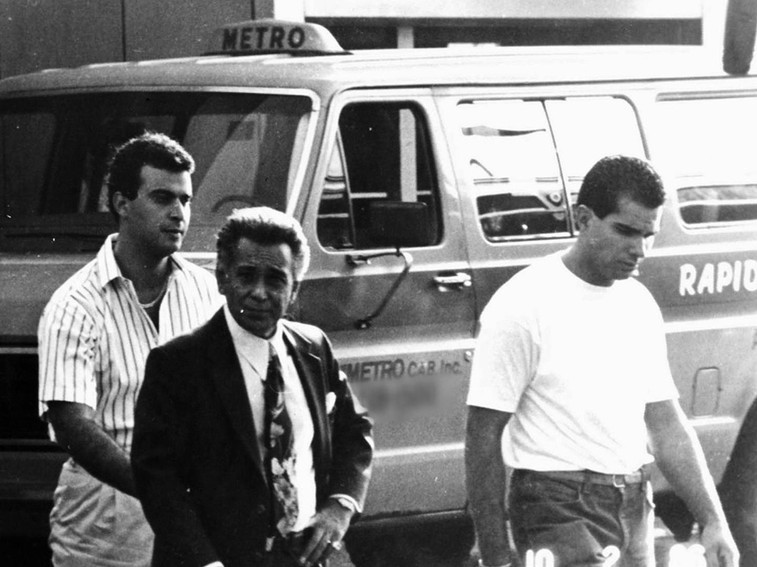
Nicodemo „Little Nicky“ Scarfo (Mitte)

Während Scarfos Herrschaft wurde die Familie auch als Scarfo-Familie bekannt. Im Gegensatz zu Bruno war Scarfo berüchtigt für seinen Jähzorn und Hang zur Gewalt. Er brachte die Familie ins Drogengeschäft und verlangte von allen Gangstern, die in seinem Gebiet dealten, eine Straßensteuer. Unter Scarfo wurden Menschen schon wegen kleinsten Streitigkeiten ermordet. Seine blutige Amtszeit während der 1980er Jahre brachte die Ermordung von mehr als 20 seiner eigenen Männer mit sich. Der drastische Anstieg der Gewalt rief erhöhte Aufmerksamkeit des FBI, der Pennsylvania State Police und der New Jersey State Police auf den Plan. Die erhöhte Gewalt und die Strafverfolgung überzeugten auch einige Gangster (einbezogen Scarfos eigenen Neffen), mit der Regierung zu kooperieren, um dem Tod oder Gefängnis zu entkommen.
Nicodemo Scarfos Sturz kam im November 1988, als er und 16 seiner Männer wegen 10 Morden, 5 versuchten Morden, Erpressung, illegalem Glücksspiel und Drogenhandel verurteilt wurden. Unter den angeklagten befanden sich Scarfos Underboss Philip „Crazy Phil“ Leonetti, sowie drei Capos namens Joseph „Chickie“ Ciancaglini, Francis „Faffy“ Iannarella, Jr. und Santo Idone. Ciancaglini und Leonetti erklärten sich damit einverstanden, mit der Strafverfolgung zusammenzuarbeiten und vor Gericht für die Regierung auszusagen, um einer längeren Haftstrafe zu entgehen. 15 der Angeklagten erhielten Haftstrafen von 30 bis 55 Jahren.

### Stanfas Regime
Um ein totales Machtvakuum in der Philadelphia Mafia zu vermeiden, ernannte die Kommission im Jahr 1991 den sizilianischen Mobster Giovanni „John“ Stanfa zum neuen Boss der Familie. Er wurde bereits auf Sizilien in eine sizilianische Mafia-Familie hinein geboren, war ein alter Freund von Gambino-Boss Carlo Gambino und hatte ab den 1960er Jahren als Leibwächter und Fahrer für Angelo Bruno gedient.

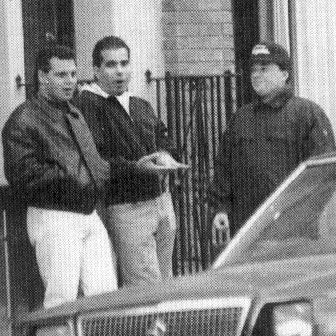
„Stevie“ Mazzone, „Joey“ Merlino & „Georgie“ Borgesi

Allerdings ging eine Splittergruppe von jüngeren Mobstern um Joseph „Skinny Joey“ Merlino hervor, die sich weigerte, das Regime der neuen Führung anzuerkennen. Jedoch glaubte Stanfa, dass er die jungen Mobster beschwichtigen und sie näher beobachten könnte, indem er sie offiziell in die Mafia-Familie einführte. Er dachte auch, sie wären als Mitglieder der Mafia leichter zu töten, da eine der Regeln ist, dass sie an einer Sitzung teilnehmen müssen, wenn ihr Boss es verlangt. Joey Merlino und sein bester Freund Michael Ciancaglini wurden von John Stanfa im September 1992 bei einer Zeremonie offiziell als "gemachte Männer" in der Amerikanischen Cosa Nostra aufgenommen.
Am 2. März 1993 wurde Stanfas Underboss, bzw. Michaels Bruder Joseph „Joey Chang“ Ciancaglini, Jr. bei einem Attentat durch Merlinos Männer schwer verletzt und blieb danach teilweise gelähmt. Am 5. August 1993 wurde Michael Ciancaglini durch den von Stanfa beauftragten Capo namens John Veasey und dessen Partner Phil Colletti durch mehrerer Schüsse getötet und Merlino wurde dabei verletzt. Allerdings war Joey nicht im Begriff, den Tod seines Freundes hinzunehmen und schlug noch im selben Monat zurück. Als Stanfa, sein Sohn und sein Fahrer auf der Autobahn unterwegs waren, wurden sie von Dauerfeuer aus einem Transporter heraus überrascht und Stanfas Sohn wurde dabei verletzt. Stanfas Fahrer schaffte es, den Wagen von der Straße zu befreien und fuhr ins Krankenhaus, wo Joe Stanfas Verletzungen behandelt wurden. Im November 1993 wurde Merlino wegen Verletzung seiner Bewährungsauflagen vom FBI verhaftet und ins Gefängnis zurückgeschickt. Auch Stanfa und die meisten seiner Anhänger wurden im Jahr 1994 verhaftet und Stanfa wurde durch Verrat von seinen engsten Verbündeten im Jahr 1995 zu lebenslanger Haft verurteilt.

### Kontrolle durch Merlino
Ralph Natale übernahm nach Absprache mit Joey Merlino, der im Jahr 1994 wieder entlassen wurde, die neue Führung der Familie, während Joey die Position des Underbosses innehatte. Laut Merlinos Partner wurde Natale von Merlino während seiner rechtlichen Probleme lediglich als Schauspiel-Chef eingesetzt, während Merlino insgeheim auf der Straße der Boss blieb.
Merlino machte sein Geld mit klassischen Mafia-Geschäften wie Glücksspiel, Kreditwucher, Schutzgeldforderungen und Raub, während Natale sich auf den Ausbau ihres Einflusses im Drogenhandel konzentrierte. Ende der 1990er Jahre verbündete sich Merlino mit Steven „Gorilla“ Mondevergine, dem Präsidenten einer Outlaw Motorcycle Gang namens Pagan’s MC. Die Behörden glaubten, dass Merlino die Jungs benutzte, um Unterweltstreitigkeiten zu lösen.
Joseph Merlino wird als eine besonders bösartige Person, besessen von seinem eigenen Bild in der Öffentlichkeit und einer anderen Version von John Gotti beschrieben. "Joey war ein Party-Kerl", sagte der ehemalige Mafia-Soldat und spätere Regierungszeuge Ronald „Big Ron“ Previte. "Er ließ sich gern gehen, er spielte gern und mochte das High-Life". Er lud TV-Crews zu seiner jährlichen Weihnachtsfeier für Obdachlose ein und war ein fester Bestandteil der Nachtclubs, Restaurants und Sportveranstaltungen der Stadt. Die Medien nannten ihn den "John Gotti der Passyunk Avenue", wegen seines ähnlich unverfälschten und auffälligen Stils.
Im Juni 1998 wurde Natale wegen Verletzung seiner Bewährungsauflagen inhaftiert und Merlino übernahm anschließend offiziell die Führung der Familie. Bald nach seiner Gefangenschaft erzählte Natale den Behörden alles, was er über die Philly Mafia wusste. Joey wurde im Juni 1999 unter anderen mit Underboss Steven Mazzone und Consigliere George Borgesi verhaftet und angeklagt. Während seiner drohenden Gefängnisstrafe ernannte Joey Joseph „Uncle Joe“ Ligambi zum amtierenden Boss. Die schwerwiegendsten Anschuldigungen, die ihnen auferlegt wurden, war ihre angebliche Beteiligung an drei Morden, darunter dem Newark-Soldato Joseph Sodano, dem Drogendealer Anthony Turra und dessen Sohn. Am 2. Juli 2001 wurden Skinny Joey und seine Partner von den Mordanschuldigungen befreit, aber dennoch wurden sie wegen Erpressung, illegaler Buchmacherei und dem Empfang von gestohlenem Eigentum verurteilt. Im Dezember wurde Joey zu vierzehn Jahren Haft im Bundesgefängnis verurteilt. Joey kommentierte seine Verurteilung mit den Worten: "Ist nicht schlecht. Besser als die Todesstrafe".
Seit der Übernahme durch Ligambi blieb die Familie während der 2000er Jahre verstärkt im Schatten, selten in den Medien erwähnt und es gab innerhalb der Familie so gut wie keine Rivalitäten mehr. Am 15. März 2011 wurde Merlino vorzeitig aus der Haft entlassen und stand bis 2015 unter Bewährung, die er gemeinsam mit seiner Familie in Florida verbrachte. Am 23. Mai 2011 wurde Ligambi vom FBI verhaftet und unter anderem wegen Erpressung, Kreditwucher und illegalem Glücksspiels angeklagt. Joey ernannte schließlich seinen ehemaligen Underboss, Steven Mazzone, zum neuen amtierenden Boss.
Am 4. August 2016 wurde gegen Merlino und 45 weitere mutmaßliche Mitglieder der La Cosa Nostra Anklage erhoben und landesweit 39 der Angeklagten wurden noch am selben Tag festgenommen. Ihnen wird Erpressung, illegales Glücksspiel, Brandstiftung, Waffenhandel, Kreditkartenbetrug und Betrug im Gesundheitswesen vorgeworfen. Ihnen allen soll eine Höchststrafe von 20 Jahren Haft drohen können. Unter den Top-3-verhafteten befand sich Joey Merlino. Ausnahmslos alle festgenommenen Mafiosi sollen vor dem Bundesgericht in Manhattan auf „nicht schuldig“ plädiert haben, und die meisten kamen nach Zahlungen von 135 000 Dollar bis 360 000 Dollar auf Kaution frei. Aber einige will die Polizei auf keinen Fall wieder laufen lassen müssen. Am 12. August wurde Merlino nach einer Kautionszahlung in Höhe von 5 000 000 Dollar auf freien Fuß gesetzt und im Oktober des Jahres 2018 wegen illegalen Glücksspiel-Operationen zu einer zweijährigen Haftstrafe verurteilt.

## Historische Führung

### Oberhaupt der Familie
Nicht immer ist das Oberhaupt einer Familie so eindeutig zu identifizieren; insbesondere, wenn durch eine Haftstrafe ein anderes Familienmitglied in den Vordergrund rückt. Die Betrachtung von außen macht es nicht immer einfach, ein neues Oberhaupt als solches zu erkennen bzw. dessen genaue Amtszeit festzustellen. Außerdem scheint sich gewissermaßen ein Präsidialsystem durchzusetzen; d. h. das Oberhaupt verlagert seine Macht mehr auf einen sogenannten „acting boss“ und/oder „street boss“, die ihrerseits wiederum das Oberhaupt als solches weiter anerkennen, auch wenn es zum Beispiel in Haft sitzen sollte.
| Zeitraum   | Name                          | Spitzname       | Lebenszeit | Todesursache                                    | Anmerkung                                         |
| ---------- | ----------------------------- | --------------- | ---------- | ----------------------------------------------- | ------------------------------------------------- |
| 1911–1931  | Salvatore Sabella             |                 | 1891–1962  | natürlicher Tod                                 | zurückgetreten                                    |
| 1931–1936  | John Avena                    | Nazzone         | 1893–1936  | am 17. Aug. 1936 erschossen                     |                                                   |
| 1936–1946  | Giuseppe „Joseph“ Dovi        | Joe Bruno       | 1889–1946  | natürlicher Tod                                 |                                                   |
| 1946–1959  | Giuseppe „Joseph“ Ida         |                 | 1890–????  | natürlicher Tod                                 | nach Italien geflohen                             |
| 1959–1980  | Angelo Bruno (geb.: Annaloro) | The Gentle Don  | 1910–1980  | am 21. Mär. 1980 erschossen                     | Täter: Antonio „Tony Bananas“ Caponigro           |
| 1980–1981  | Philip Testa                  | The Chicken Man | 1924–1981  | am 15. Mär. 1981 durch eine Nagelbombe ermordet | Auftraggeber: Peter Casella & Frank Narducci, Sr. |
| 1981–1991  | Nicodemo Domenico Scarfo      | Little Nicky    | 1929–2017  |                                                 | 1982–84 und seit 1988 inhaftiert                  |
| 1991–1994  | Giovanni Stanfa               | John            | 1940–heute |                                                 | seit 1994 inhaftiert                              |
| 1994–1998  | Ralph Natale                  | Mr. Bigmouth    | ????–heute |                                                 | 1998 inhaftiert / wurde 1999 Informant            |
| 1998–heute | Joseph Salvatore Merlino      | Skinny Joey     | 1962–heute |                                                 | 1999–2011 inhaftiert                              |

Acting Boss
- 1958–1959: Antonio „Mr. Miggs“ Pollina ; durch die Kommission abgesetzt
- 1982–1984: Salvatore „Chuckie“ Merlino ; zeitgleich Underboss
- 1987–1991: Anthony „Tony Buck“ Piccolo ; zeitgleich Consigliere
- 1999–2011: Joseph Anthony „Uncle Joe“ Ligambi ; 2011–2013 inhaftiert ; seit 2014 Consigliere
- 2011–heute: Steven „Handsome Stevie“ Mazzone

Front Boss
- 1994–1998: Ralph „Mr. Bigmouth“ Natale ; 1998 inhaftiert / wurde 1999 Informant

Street Boss
- 1994–1998: Joseph Salvatore „Skinny Joey“ Merlino ; wurde 1998 Boss

### Underboss der Familie
Der Underboss ist die Nummer zwei in der Verbrecher-Familie, er ist der stellvertretende Direktor des Syndikats. Er sammelt Informationen für den Boss, gibt Befehle und Instruktionen an die Untergebenen weiter. In Abwesenheit des Bosses führt er die Organisation an.
| Zeitraum   | Name                     | Spitzname       | Lebenszeit | Todesursache                                    | Anmerkung                                            |
| ---------- | ------------------------ | --------------- | ---------- | ----------------------------------------------- | ---------------------------------------------------- |
| 1911–1931  | John Avena               | Nazzone         | 1893–1936  | am 17. Aug. 1936 erschossen                     | wurde 1931 Boss                                      |
| 1931–1936  | Giuseppe „Joseph“ Dovi   | Joe Bruno       | 1889–1946  | natürlicher Tod                                 | wurde 1936 Boss                                      |
| 1936–1946  | Giuseppe „Joseph“ Ida    |                 | 1890–????  | natürlicher Tod                                 | wurde 1946 Boss                                      |
| 1946–1956  | Marco Reginelli          | Small Man       | 1897–1956  | natürlicher Tod                                 |                                                      |
| 1956–1957  | Dominick Oliveto         | Big Dom         | 1906–1969  | natürlicher Tod                                 | zurückgetreten                                       |
| 1957–1959  | Antonio Pollina          | Mr. Miggs       | 1892–1993  | natürlicher Tod                                 | durch die Kommission abgesetzt                       |
| 1959–1970  | Ignazio Denaro           | Natz            | 1904–1970  | natürlicher Tod                                 |                                                      |
| 1970–1980  | Philip Testa             | The Chicken Man | 1924–1981  | am 15. Mär. 1981 durch eine Nagelbombe ermordet | wurde 1981 Boss                                      |
| 1980–1981  | Peter Casella            | Petey           | 1908–1984  | natürlicher Tod                                 | durch die Kommission abgesetzt                       |
| 1981–1986  | Salvatore Merlino        | Chuckie         | 1939–2012  | natürlicher Tod                                 | 1986 bis zum Tod inhaftiert / Vater von Joey Merlino |
| 1986–1989  | Philip Leonetti          | Crazy Phil      | 1953–heute |                                                 | wurde Informant                                      |
| 1989–1990  | Pasquale Martirano       | Patty Specs     | 1930–1990  | natürlicher Tod                                 |                                                      |
| 1990–1994  | Joseph Ciancaglini, Jr.  | Joey Chang      | ????–heute |                                                 | zurückgetreten                                       |
| 1994–1998  | Joseph Salvatore Merlino | Skinny Joey     | 1962–heute |                                                 | zeitgleich Street Boss                               |
| 1998–2004  | Steven Mazzone           | Handsome Stevie | 1964–heute |                                                 | 2001–2008 inhaftiert / wurde 2011 Acting Boss        |
| 2004–2011  | Joseph Massimino         | Mousie          | 1950–heute |                                                 | 2004–2010 inhaftiert                                 |
| 2011–heute | John Ciancaglini         | Johnny Chang    | ????–heute |                                                 | Bruder von Joseph Ciancaglini, Jr.                   |

Acting Underboss
- 1982–1984: Salvatore „Salvie“ Testa ; *1956–1984 ; am 14. Sep. 1984 ermordet ; Täter: Joseph Pungitore / Auftraggeber: Nicodemo Scarfo
- 1992–1994: Frank Martines ; seit 1994 inhaftiert
- 2007–2010: Martin „Marty“ Angelina ; *1962–heute
- 2010–2011: Anthony „Ant“ Staino, Jr. ; *1957–heute

### Consigliere der Familie
Auf derselben Ebene wie der Underboss steht der Consigliere, der Berater der kriminellen Familie. Es handelt sich meist um ein älteres Mitglied der Familie, das in seiner kriminellen Karriere die Stellung des Bosses nicht erreicht und sich nun teilweise von der aktiven kriminellen Tätigkeit zurückgezogen hat. Er berät den Boss und den Underboss und hat dadurch einen beträchtlichen Einfluss und erhebliche Macht.
| Zeitraum   | Name                       | Spitzname       | Lebenszeit | Todesursache                  | Anmerkung                                         |
| ---------- | -------------------------- | --------------- | ---------- | ----------------------------- | ------------------------------------------------- |
| 1911–1931  | Giuseppe „Joseph“ Dovi     | Joe Bruno       | 1889–1946  | natürlicher Tod               | wurde 1931 Underboss                              |
| 1931–1936  | Giuseppe „Joseph“ Ida      |                 | 1890–????  | natürlicher Tod               | wurde 1936 Unterboss                              |
| 1936–1946  | Marco Reginelli            | Small Man       | 1897–1956  | natürlicher Tod               | wurde 1946 Underboss                              |
| 1946–1977  | Giuseppe „Joseph“ Rugnetta | Joe the Boss    | 1896–1977  | natürlicher Tod               |                                                   |
| 1977–1980  | Antonio Caponigro          | Tony Bananas    | 1912–1980  | durch die Kommission ermordet |                                                   |
| 1980–1981  | Nicodemo Domenico Scarfo   | Little Nicky    | 1929–2017  |                               | wurde 1981 Boss                                   |
| 1981–1982  | Frank Monte                |                 | 1931–1982  | 1982 erschossen               | Auftraggeber: Harry Riccobene                     |
| 1982–1989  | Nicholas Piccolo           | Nicky Buck      | 1904–1989  | natürlicher Tod               |                                                   |
| 1989–1994  | Anthony Piccolo            | Tony Buck       | 1923–2004  | natürlicher Tod               | 1994–2004 inhaftiert / Neffe von Nicholas Piccolo |
| 1994–1996  | Ronald Turchi              | Ronnie          | 1938–1999  | 1999 ermordet                 | zum Soldato degradiert                            |
| 1996–1999  | Steven Mazzone             | Handsome Stevie | 1964–heute |                               | wurde 1999 Underboss                              |
| 1999–2011  | George Borgesi             | Georgie Boy     | 1964–heute |                               | 2001–2012 inhaftiert                              |
| 2014–heute | Joseph Anthony Ligambi     | Uncle Joe       | 1939–heute |                               |                                                   |

Acting Consigliere
- 1984–1989: Anthony „Tony Buck“ Piccolo ; wurde offizieller Consigliere
- 2001–2004: Joseph „Joe Crutch“ Curro ; *????–2004
- 2004–2011: Gaeton Lucibello ; 2011–2015 inhaftiert

## Filme und Dokumentationen
- 2017: The Corrupt and the Dead: Dokumentation über die frühere Korruption in Philadelphia und Mobster wie Salvatore Sabella, Angelo Bruno, Joseph „Uncle Joe“ Ligambi und „Skinny Joey“ Merlino.[51]
- 2016: Legend of the Krays – Teil 2 – Der Fall: Angelo Bruno wird gespielt von Michael Instone.
- 2015: Legend ; Angelo Bruno wird gespielt von Chazz Palminteri.
- 2006: Find Me Guilty – Der Mafiaprozess ; Film über ehemaliges Bruno-Mitglied (später Lucchese) Jackie DiNorscio und den großen Prozess gegen die Lucchese-Familie.